# 27 Korpus Pancerny (ZSRR)
27 Korpus Pancerny (ros. 27-й танковый корпус) – jednostka pancerna Armii Czerwonej z okresu II wojny światowej.
27 Korpus Pancerny (27 KPanc.) sformowany został w czerwcu 1942. Należał do Moskiewskiego Okręgu Wojskowego, jednak nie uczestniczył w walkach. We wrześniu został przeorganizowany w 1 Korpus Zmechanizowany.

## Dowództwo korpusu
Dowódcy: 
- gen. mjr Fiodor Remizow[2] (13.07.1942 - 08.09.1942)[1].

Szefowie sztabu:
- płk Iwan Dubowoj (00.07.1942 - 09.09.1942)[1].

## Struktura organizacyjna
- 65 Brygada Pancerna,
- 215 Brygada Pancerna,
- 219 Brygada Pancerna,
- 19 Brygada Piechoty Zmotoryzowanej[1].

Skład 1 lipca 1942:
- 135 Brygada Pancerna,
- 155 Brygada Pancerna,
- 189 Brygada Pancerna[2].